# 道臣命

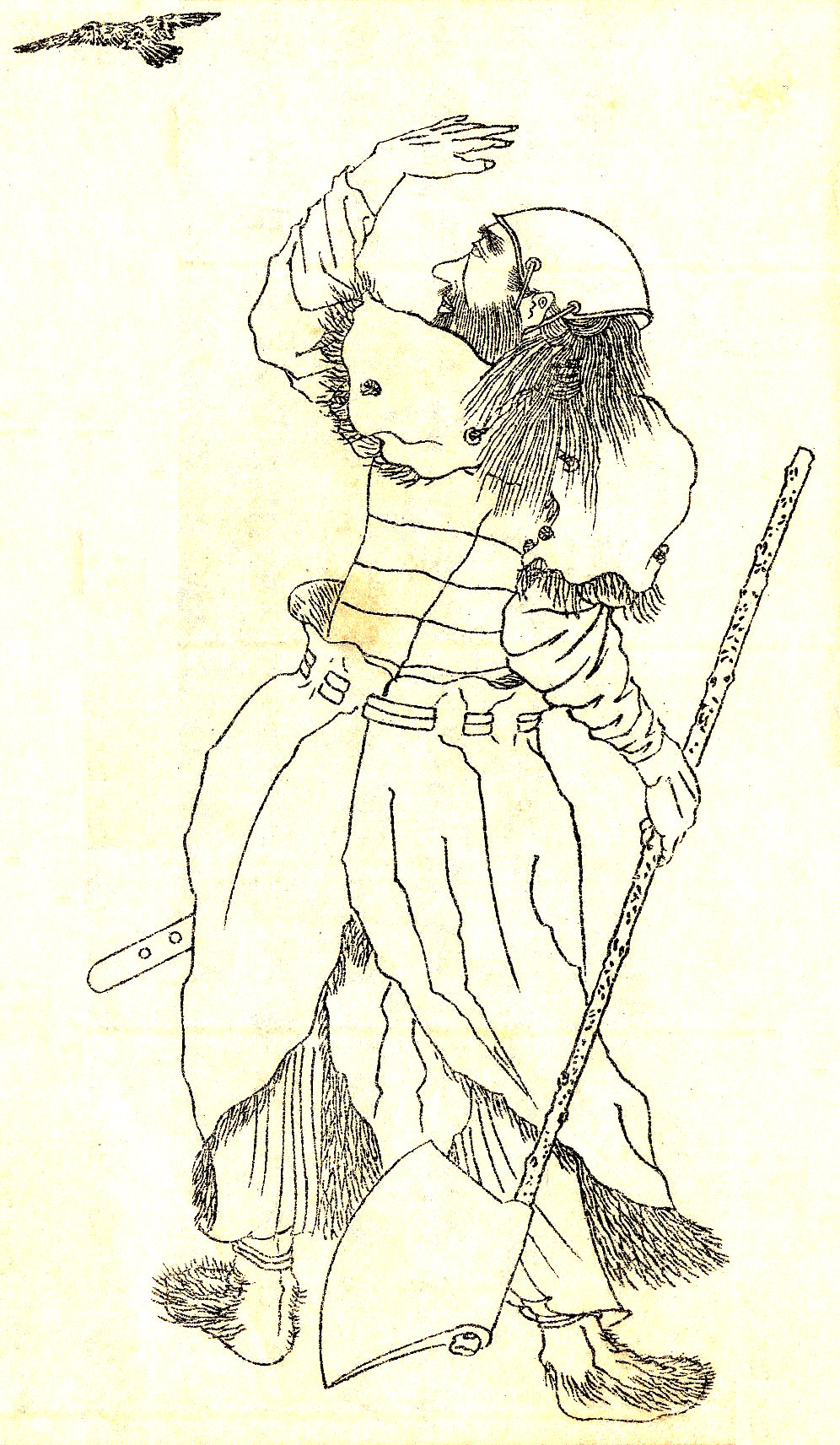
道臣命　／『前賢故実』より

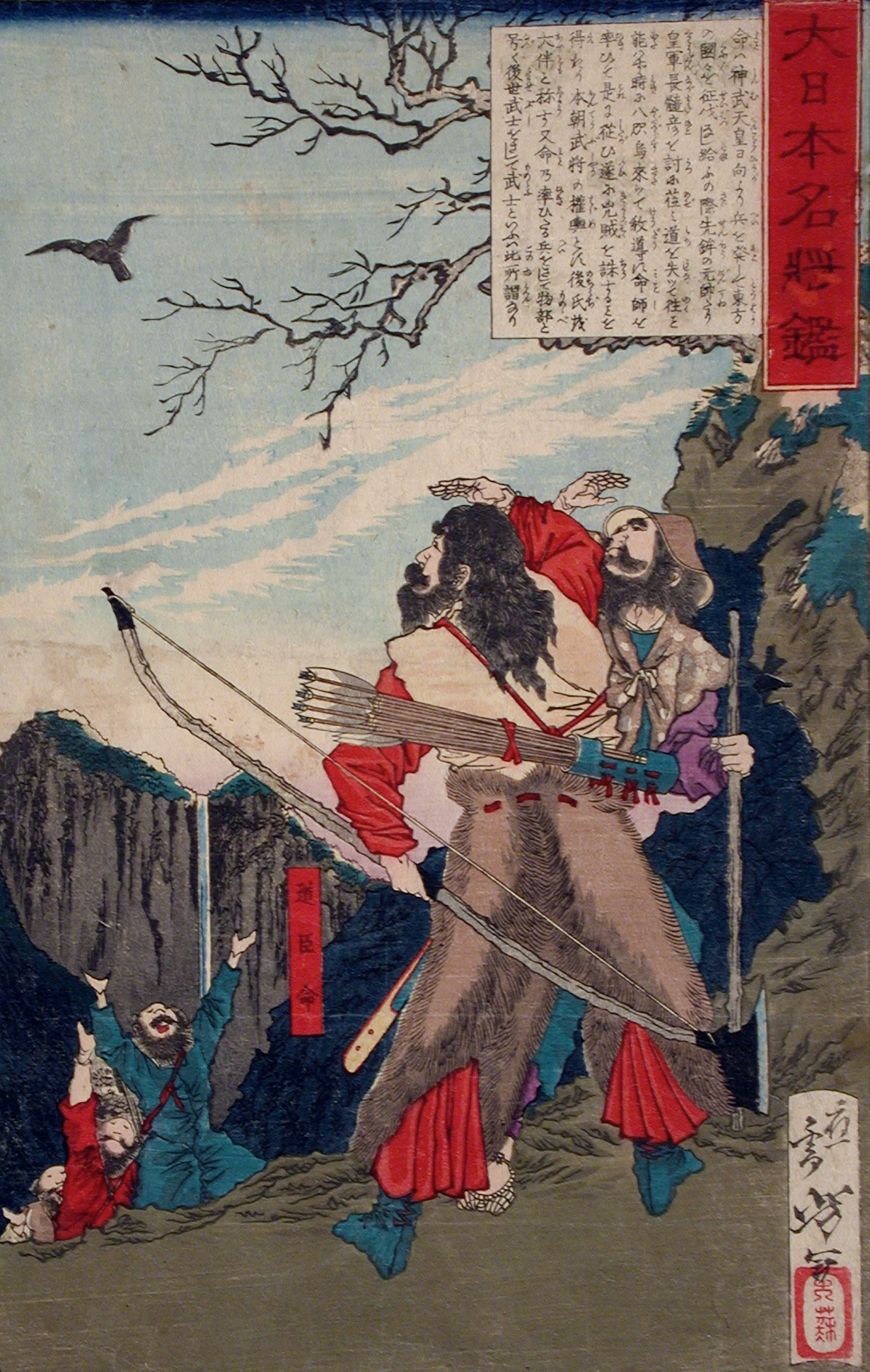
『大日本名将鑑道臣命』月岡芳年作

道臣命（みちのおみのみこと）は、記紀に登場する古代日本の人物。初名は日臣命（ひのおみのみこと）。天忍日命（あまのおしひのみこと）の後裔で大伴氏の祖。神武天皇の東征の先鋒を務め、神武天皇即位の際には宮門の警衛を務めた。

## 業績
神武東征において、八咫烏の先導により久米部を率いて熊野から菟田（宇陀）への道を開いた。その功績により神武天皇から名を改めて道臣と名乗るよう言われる。
兄猾（兄宇迦斯、えうかし）が神武天皇に押機（おし）という罠を仕掛けた際、道臣は兄猾に「おまえが作った屋敷には、貴様自身が入れ」と述べ、剣の柄を握り、弓に矢をつがえ追い込み、兄猾は自身の罠に押しつぶされて死んだ。道臣はその死体を切り刻み、その地は宇陀の血原と呼ばれる。
国見岳で八十梟帥が討たれた後、天皇の密命によりその残党を討ち取った。まず忍坂の邑に大室を造り、精鋭を率いて残党と酒宴を開き、宴も酣になったとき道臣の久米歌を合図に兵たちは剣を抜き、残党を殲滅した。
その前に、神武天皇自ら高皇産霊尊を顕斎するときにその斎主に任じられ「厳媛（いづひめ）」の号を授けられた（道臣命は男性であるが、女性の名をつけたのは、神を祀るのは女性の役目であったことの名残とみられる）。
神武天皇即位後はじめて政務を行う日、道臣命は諷歌（そえうた）・倒語（さかさご）をもって妖気を払った。神武天皇即位の翌年、東征の論幸行賞として築坂邑（橿原市鳥屋町付近）に宅地を賜わり、特に目をかけられたと記されている。

## 道臣命を祭神とする神社
- 刺田比古神社（和歌山市）
- 伴林氏神社（藤井寺市）
- 住吉大伴神社 (京都市)
- 蹴裂権現社(大分県)